# Nebulosa Roseta
A Nebulosa Roseta (também conhecida como Caldwell 49) é uma grande circular da região HII, localizada perto de uma extremidade de uma nuvem molecular gigante na região da constelação de Monoceros (também esta próximo ao braço da constelação de Perseus) na Via Láctea. O aglomerado aberto NGC 2244 (Caldwell 50) está intimamente associado à nebulosidade, as estrelas do aglomerado tendo sido formadas a partir da matéria da nebulosa.

## Complexo da Nebulosa Roseta
O complexo tem as seguintes denominações NGC:
- NGC 2237 - Parte da região nebulosa (também utilizado para designar toda a nebulosa).[1]

- NGC 2238 - Parte da regional da nebulosa.[1]

- NGC 2239 - Parte da região nebulosa (Descoberto por John Herschel).[1]

- NGC 2244 - O aglomerado aberto na nebulosa (Descoberto por John Flamsteed, em 1690).[1]

- NGC 2246 - Parte da região nebulosa.[1]

## Descrição (distância, diâmetro, massa solar)
O cluster e nebulosa estão a uma distância de cerca de 5.200 anos-luz da Terra (embora as estimativas das distâncias variem consideravelmente, até 4900 al) e medem cerca de 130 anos-luz de diâmetro. A radiação das estrelas jovens excita os átomos na nebulosa, fazendo com que elas emitam radiação que faz a nebulosa produzir emissão, e isso é o que a faz brilhar. A massa da nebulosa é estimada em cerca de 10.000 massas solares.
Acredita-se que os ventos estelares a partir de um grupo de estrelas O e B estão exercendo pressão sobre nuvens interestelares que costumam causar compressão, seguido de formação de estrelas na nebulosa. Acredita-se que tenham sido formadas há cerca de três milhões de anos. Esta formação de estrelas está ainda em curso.
Um levantamento com o Chandra X-ray Observatory, em 2001, revelou a presença de muito calor no centro da Nebulosa da Roseta. As estrelas jovens ali presentes têm aquecido o gás circundante a uma temperatura na ordem de 6 milhões de kelvins fazendo com que eles emitam quantidades copiosas de raios-X.

## Galeria de Imagens

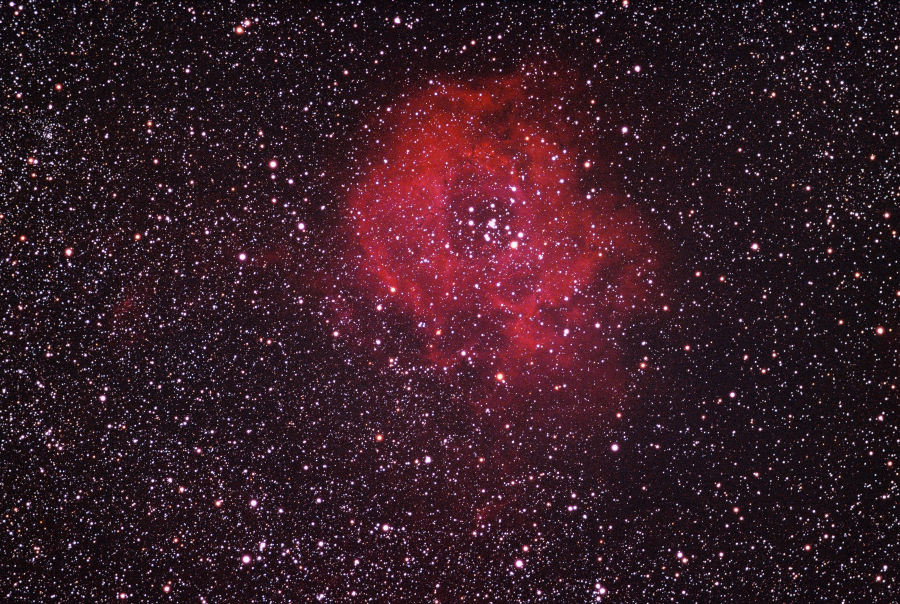
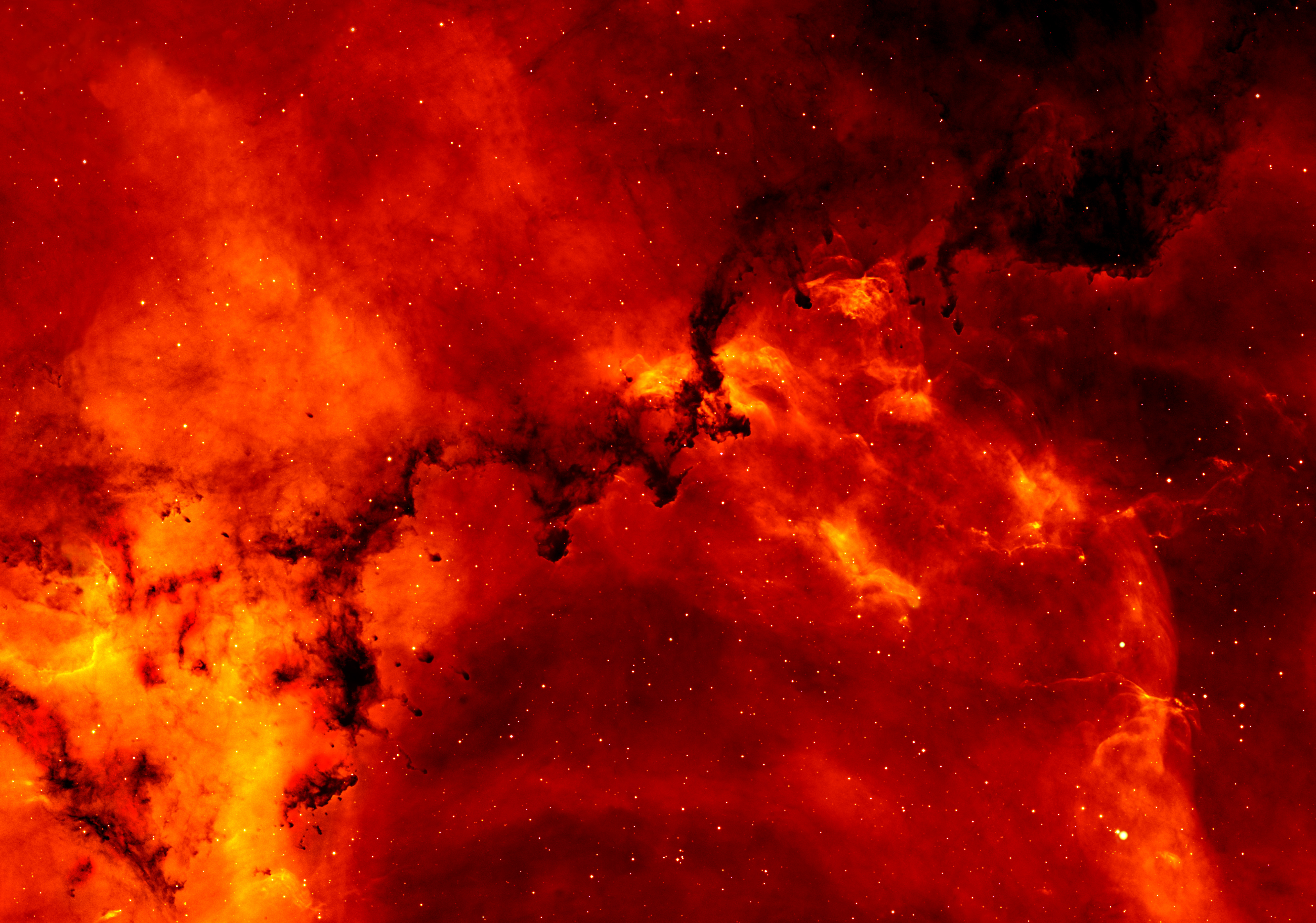
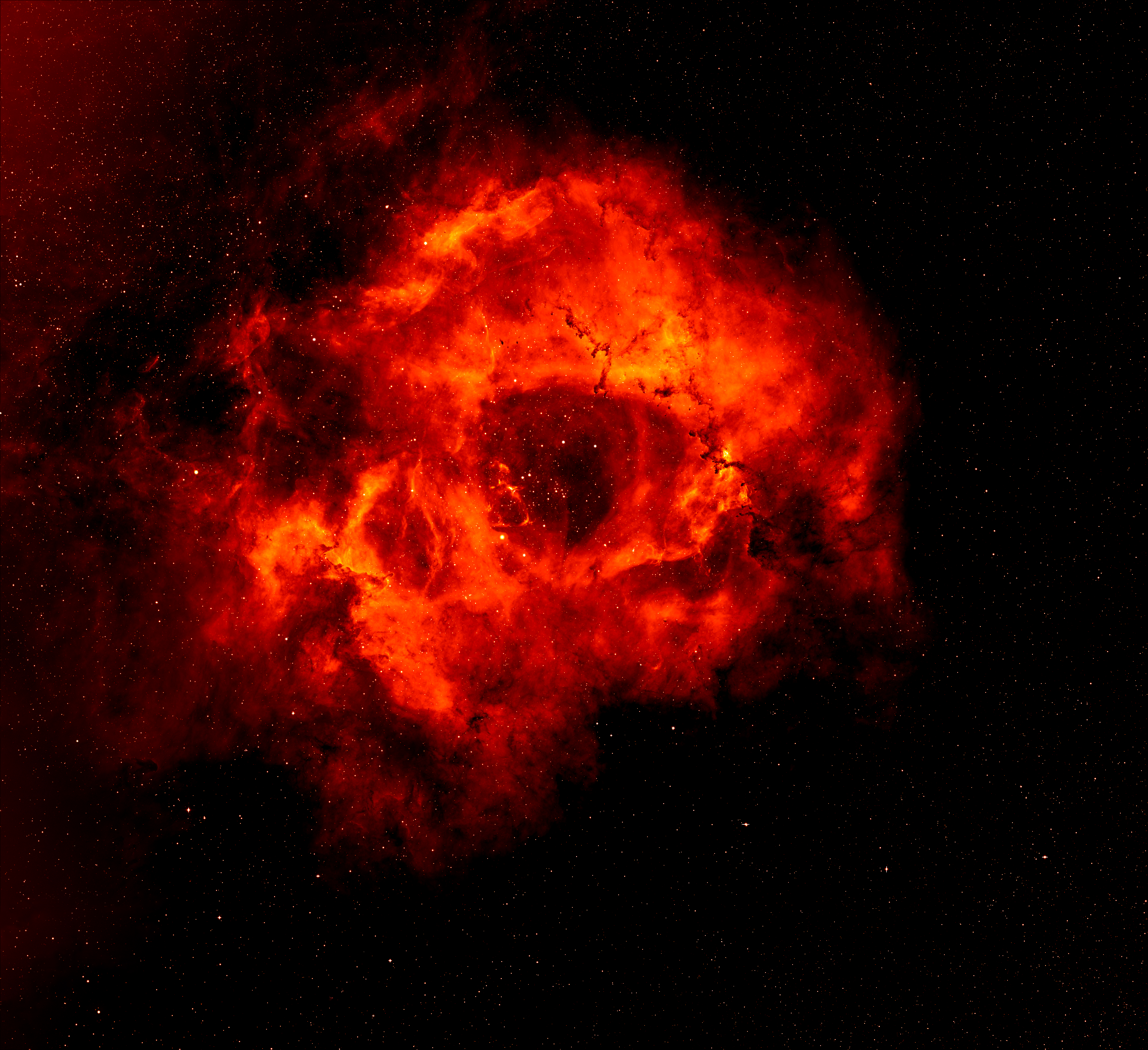
Nebulosa Roseta (H-Alpha)
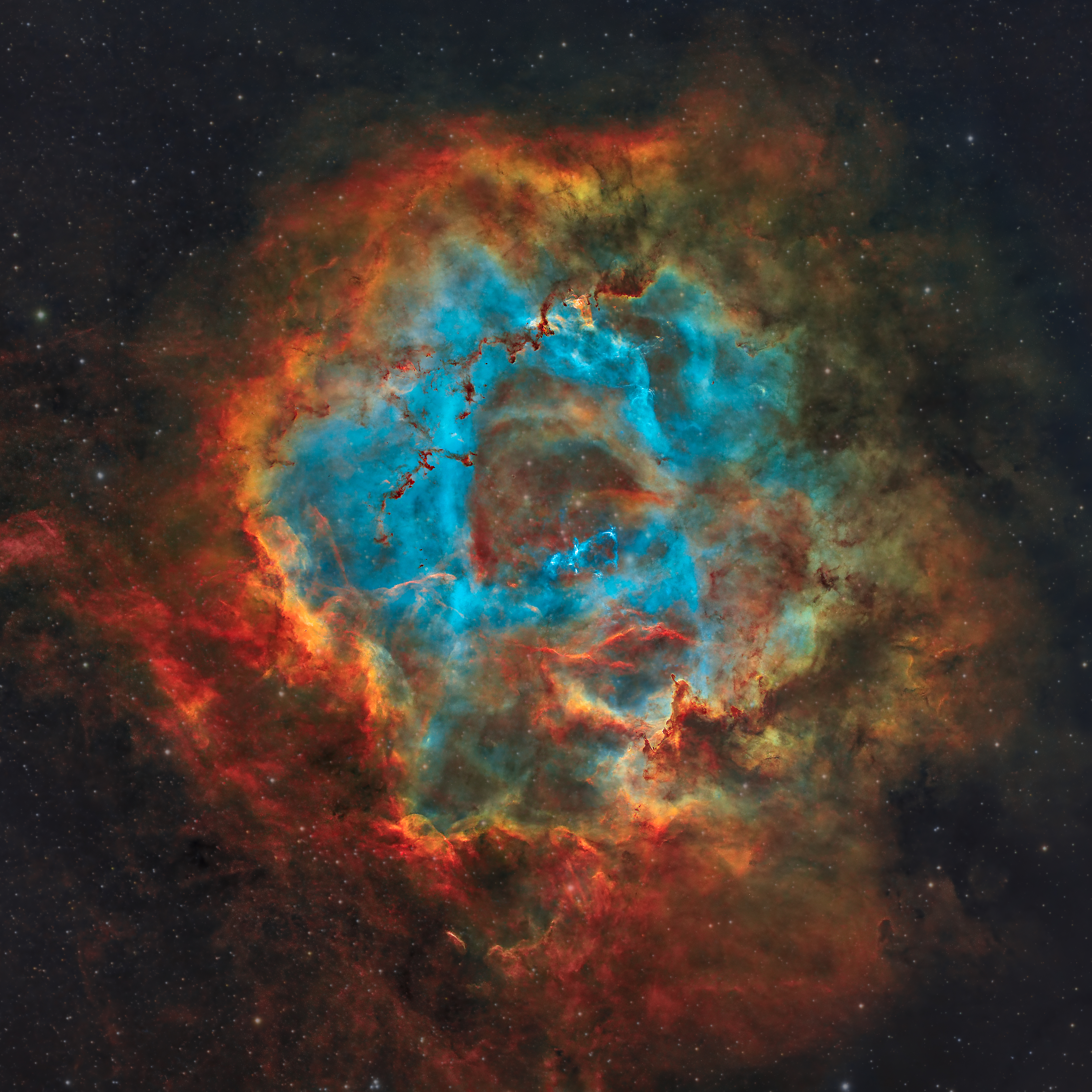
Nebulosa Roseta em Paleta Hubble (Ha/OIII/SII) por astrônomo amador